# Riccardo Rossi (scultore)
Riccardo Rossi (Massa, 23 gennaio 1911 – Massa, 17 marzo 1983) è stato un artista, scultore e medaglista italiano, insegnante di varie discipline artistiche presso diversi istituti d'arte.

## Biografia
Si diplomò all'Istituto d'arte "Felice Palma" di Massa nel 1930 e successivamente frequentò l'accademia di belle arti di Carrara, dove conobbe Carlo Fontana, Alterige Giorgi, Carlo Sergio Signori, Cesare Poli, Felice Vatteroni e Aldo Buttini.
Come sottotenente di fanteria, combatté in Africa Orientale e nella seconda guerra mondiale. Nel 1950 si laureò al magistero d'arte di Firenze.
Fu titolare della cattedra di "plastica, ornato e figura", con direzione dei laboratori di marmo, legno e ferro battuto, presso l'istituto d'arte di Perugia, successivamente fu titolare delle cattedre di "plastica, disegno professionale e storia dell'arte" presso l'istituto d'arte di Massa fino al 1976. Negli anni settanta inoltre gli fu assegnata provvisoriamente la cattedra di "scultura" nell'accademia di belle arti di Carrara.
Ha lavorato inoltre come scultore e medaglista, realizzando sia ritratti, sia gruppi scultorei pubblici e bassorilievi monumentali.
È stato insignito dei titoli di commendatore e di cavaliere del Cardo e ha ottenuto riconoscimenti e premi per la sua attività di scultore.

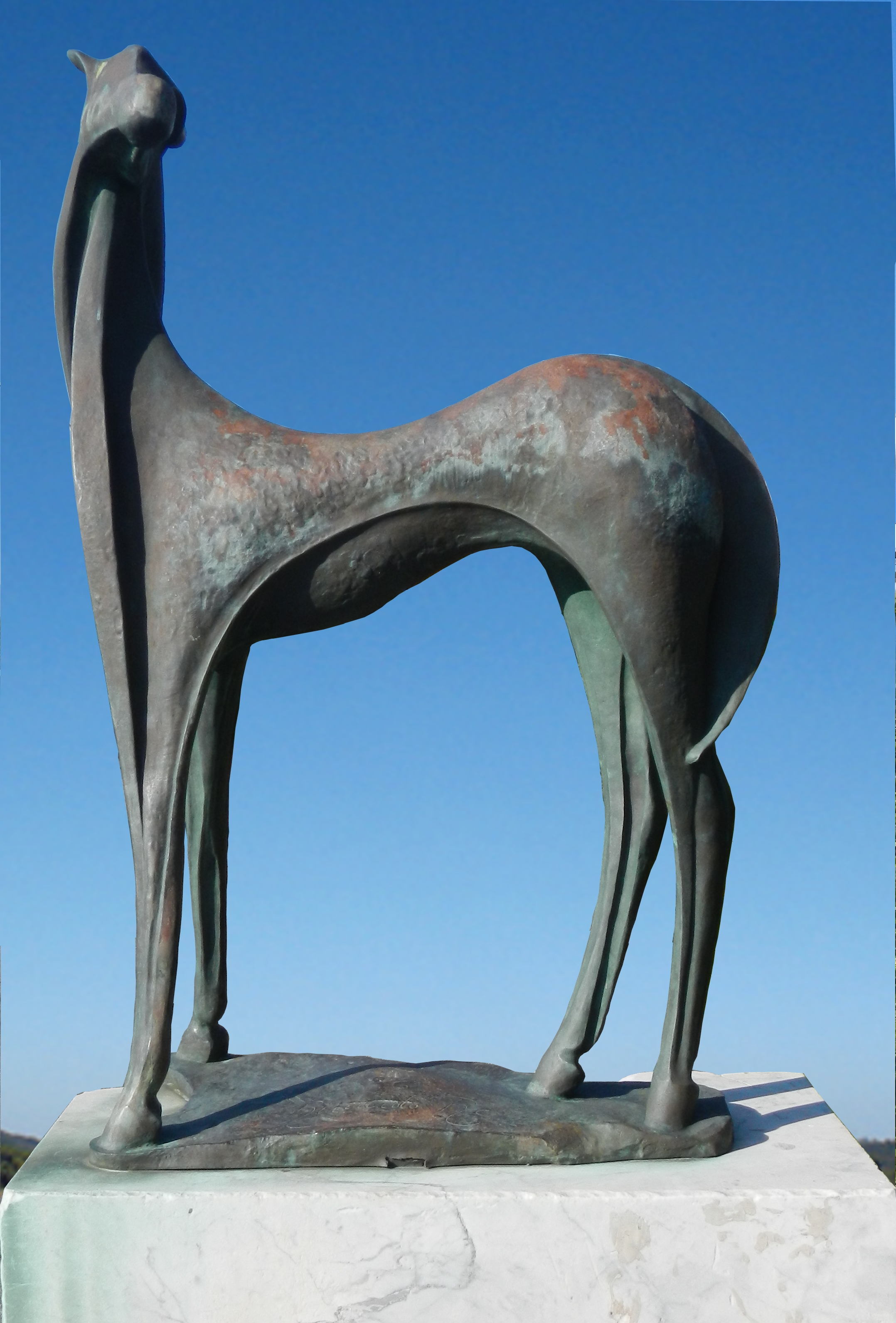
Cavallino in bronzo, lungomare Marina di Massa - Azienda promozione turismo

## Mostre e premi
- 1932: partecipazione al concorso "monumento per la tomba del Duca d'Aosta"
- 1937: premio "Dervillè" (Nudo)
- 1939: primo premio ai "Littoriali" (Tenente Morgantini, Lucca)
- 1953: primo premio al concorso "Spiritualità" (L'agnellino, Milano)
- 1957: vincitore al concorso "Città di Massa" (Targa commemorativa, Massa)
- 1959: partecipazione alla "Biennale internazionale di scultura" con l'opera Torso di giovinetta
- 1962: vincitore al concorso del diploma magistrale "Stella del Cardo" (Madonna del Cardo, Milano)
- 1962: partecipazione alla "Biennale internazionale di scultura" con l'opera Cavallino rosso
- 1964: primo premio al concorso nazionale "Macerata" (La donna, Macerata)
- 1965: medaglia d'oro alla "Mostra nazionale di arte cristiana" (Cristo, Roma)
- 1966: premio alla "Quadriennale d'Europa" (Cristo in croce)
- 1967: monumento ai caduti forestali per il Ministero dell'agricoltura, Roma
- 1972: primo premio al concorso nazionale "Fontana Bagnone", Massa
- 1976: primo premio al concorso nazionale "Fivizzano", Massa

## Critica
La sua arte è tutta frutto del suo talento, non avendo avuto un maestro di riferimento che aiutasse con il consiglio la maturazione del suo genio o che gli sapesse indicare, fin dagli esordi, uno stile su cui declinare la sua ispirazione. Forse per questo non si può individuare nell'opera di Rossi un unico filo conduttore che possa dar conto e spiegare la sua abbondante produzione: dagli esordi intrisi ancora di retorica e celebrativi delle glorie dell'Impero, alla ritrattistica anche della committenza ecclesiastica con interpretazioni di straordinaria suggestione sia della figura umana, in particolare volti e mani, da lui amatissime, all'astratto degli anni sessanta, interpretato con grande originalità e mai trasceso ad un ermetismo estraneo al suo mondo più elementare e godibile, alle opere finali percorse da un brivido di angoscia anticipatore di uno spirito di morte.
L'idea madre che ha nutrito le sue numerosissime opere è forse la certezza che umano e divino si incontrano continuamente nella vita, e, in questo connubio, danno luogo a momenti di intensa creatività permeata di fede sincera. L'approdo alla fede fu tuttavia in lui piano e sereno, anche perché il cristianesimo gli si presentava nei suoi aspetti più umani e quotidiani, senza visioni mistiche e bigottismi, ma con interpretazioni tratte dalle più comuni incombenze ed atteggiamenti popolari. La sua cultura artistica, prima scolastica poi di autodidatta, mai prevalse sull'invenzione e sulla osservazione degli umili, degli animali domestici, degli oggetti dell'uso quotidiano trasformati in strumenti della più alta espressione artistica e nella cifra della sua opera.  Fervido lettore di Virgilio e di Pascoli, i cui versi citava spesso a memoria, in molte delle sue opere, medaglie, bassorilievi o statue a tutto tondo, amava raccontare storie tratte dal mito, dall'agiografia, dalla cronaca con occhio ironico ma con una bonomia che è partecipazione empatica ed interpretazione artistica di originale valore. [pareri critici senza fonti: da riportare solo con fonti adeguate]-->

## Opere principali
- 1931: San Francesco riceve le stimmate
- 1936: Crocifissione (May Libus - Eritrea)
- 1939: Alessandro Manzoni, busto (Massa)
- 1940: (circa) Allegoria, bassorilievo Ministero dell'Agricoltura e Foreste - Roma.
- 1942: lapide Giovanni Pascoli, liceo classico Massa.
- 1943: Allegoria, Arezzo.
- 1953: "Agnus Dei" (agnellino delle Poste), Massa.
- 1954: Monumento ai caduti di tutte le guerre. (Massa Caserma Plava)
- 1954: Pinocchio, Massa.
- 1955: Madonna del Mare "del Brugiano", Marina di Massa.
- 1959: Leone di Giuda, Ministero Esteri - Addis Abeba.
- 1959: Madonna del Minatore, Marcinelles - Belgio.
- 1960: Primavera, Bad en Kissingen - Germania.
- 1960: Nike, Montignoso (MS).
- 1962: Monumento al Libraio ambulante, Montereggio di Mulazzo (MS).
- 1964: Agnus Dei, Città del Vaticano.
- 1965 Busto del Carducci, Mulazzo (Ms).
- 1966: Porte bronzee di San Niccolò. Pontremoli MS.
- 1968: San Giovanni Gualberto, Potenza.
- 1968: San Giovanni Gualberto, Monte Amiata - Grosseto.
- 1968: Walt Disney, Pontremoli MS.
- 1973: Porte bronzee della cattedrale (Pontremoli MS
- 1973: Papa Giovanni XXIII (Loc. Campareccia, Ms)
- 1974 San Francesco, (San Domenichino Massa MS)
- 1975: bassorilievo per XXV liberazione di Bologna (Bologna)
- 1975: San Francesco, (San Marino- RSM)
- 1976: Cristo risorto, (Modena)
- 1978: Umberto Maddalena, (Roma)
- 1981: Pinocchio, (Umbertide Perugia)
- 1981: Vescovo Sismondo, (Pontremoli MS)
- 1982: Busto Bontemps, (Gianicolo - Roma)
- Bassorilievi in marmo, Palazzo del Governo - Haiti
- Velocità, MoMA - Boston
- Busti maggiorenti, Palazzo Governo - Baghdad
- Busti vescovi, Libreville - Gabon
- Fratelli Mameli - Nuoro
- Madonna Montenero, Montenero - Livorno
- San Francesco - Arezzo
- Sant'Antonio - Arezzo
- Generale Ferrara -  Perugia
- Giovinezza - Pisa
- Angelo - La Spezia
- San Francesco - Pontremoli (MS)
- Pinocchio - Pontremoli (MS)
- Monumento Benedicenti - Villafranca (MS)

- Testa di fanciullo - Laveno Mombello (VA)[2]